# ارنی گرونفلد
ارنی گرونفلد (انگلیسی: Ernie Grunfeld؛ زادهٔ ۲۴ آوریل ۱۹۵۵) بازیکن بسکتبال اهل ایالات متحده آمریکا بود.
از باشگاه‌هایی که در آن بازی کرده‌است می‌توان به نیویورک نیکس، ساکرامنتو کینگز، و میلواکی باکس اشاره کرد.
وی در مسابقات کشوری و بین‌المللی در مجموع برندهٔ ۲ مدال طلا، ۱ مدال نقره شده‌است.